# 王錫彤
王锡彤（1865年—1938年），字筱汀，河南卫辉城关人，中国实业家，号称“洋灰王”。

## 生平
19岁，王锡彤获县试第一名。此后，他获得了府试第二名，院试第三名。1887年，他入开封大梁学院。后来他在卫辉经正书舍、禹州三峰实业学堂等校教书。
1905年，他应禹州方面邀请，参加管理三峰矿物公司。1906年，他积极支持自办铁路，促进了洛潼铁路的竣工通车。1908年袁世凯隐居卫辉之后，介绍王锡彤加入周学熙资本集团，成为董事会和监事会中除了周学熙、陈一甫、孙多森、李希明、袁世凯家族之外的核心人物。中华民国成立后，周学熙曾经两次出任北洋政府财政总长。在周出任财政总长期间，王锡彤独自担任北平自来水公司总理、天津启新洋灰公司总代理、恒丰公司主任董事、兴华资本集团主任董事、滦州矿务公司董事、南洋铁路维持会理事长、华新纺织总公司董事、中国实业家协会副会长等职务。
1909年之后，当时中国惟一两家水泥厂之一的湖北水泥厂（另一家是启新洋灰公司）向日本三菱公司借债，后无力偿还。
1911年11月，王錫彤告诉袁世凯「革命之氣已盈海內，若再以兵力蹂之，後患方長。為袁公計，亦殊不值得。蓋專制國之大臣，立不世之功，結果只有兩路可走：一為岳武穆，身死而國危；一為曹孟德，風利不得泊也。此二者非君殺臣，則臣弒君，將何以處袁公乎？」
…
…
王錫彤說，載灃之革去名義，政權一歸內閣，「英使朱爾典實助袁公成之。」
1914年，王锡彤以“华丰实业社”的名义代办湖北水泥厂，将其更名为华记湖北水泥公司，并由启新洋灰公司向华记湖北水泥公司贷款以偿还日商贷款及作为流动资本。此举避免了湖北水泥厂落入日本人手中，此后启新和湖北这两家公司在中国水泥市场居于垄断地位。1924年之后，因为外商的水泥产量猛增，上海华商水泥公司处于困境。王锡彤遂作为启新水泥公司的代表，和华商水泥公司签订协议，通过一致行动重新控制了中国水泥市场。
1916年，王锡彤通过努力，使筹办中因政局变动而遇到困境的华新纺织公司得以成立。
1919年8月，经他建议，天津华新纺织股份有限公司董事会决定在唐山、卫辉办纱厂。经过他的努力，1921年，卫辉华新纱厂建成。
1925年后，王锡彤先后辞去了实业界的各项职务，在天津闲居，潜心文史著述。
1938年，王锡彤逝世于北京，其墓园在今北京植物园内，墓地周边有围墙，墓地北侧是张绍曾墓。